# Nova Olinda (Ceará)
Nova Olinda is een gemeente in de Braziliaanse deelstaat Ceará. De gemeente telt 13.659 inwoners (schatting 2009).